# Musée Sentimental
Musée Sentimental ist ein Ausstellungskonzept des Schweizer Künstlers Daniel Spoerri. Es revolutionierte seit den 1970er Jahren die Gestaltung von Ausstellungen mit historischem Bezug. Nicht mehr nur historisch bedeutende Ausstellungsstücke wurden ausgestellt, sondern insbesondere Alltagsgegenstände oder persönliche Erinnerungsstücke, die einen Bezug zum Thema hatten. Somit wurde die Geschichte für die Besucher besser nachvollziehbar und erlebbar. Der Begriff wird seitdem für Ausstellungen, die dieses Konzept verfolgen, benutzt.

## Geschichte
1979 wurde Daniel Spoerri vom damaligen Direktor des Kölnischen Kunstvereins Wulf Herzogenrath eingeladen, eine Ausstellung zu machen. Spoerri besann sich auf eine Idee, die er zwei Jahre zuvor auf Einladung von Pontus Hultén gemeinsam mit der Kunstwissenschaftlerin und Kuratorin Marie-Louise von Plessen in Paris zur Gründung des Centre Pompidou realisiert hatte: ein Musée Sentimental. Spoerri selbst führt die Idee auf die Sammlung von Alltagsgegenständen des katalanischen Künstlers Frederic Marès zurück, die im gleichnamigen Museum in Barcelona zu sehen ist. Das Musée erweiterte Spoerris Idee des Fallenbildes (Tableau piège) und der durch Anekdoten geprägten Topographie des Zufalls (Topographie anectdoté du hazard) auf ein ganzes Territorium, beispielsweise eine Stadt. Objekte wurden zu einer Ausstellung zusammengetragen, die einen im weitesten Sinne sentimentalen Bezug zu ihrem Thema aufwiesen. In Paris waren das beispielsweise der Schlüssel zur Bastille, die Geige des Malers Ingres, die Stricknadeln der Marie-Antoinette und dergleichen. Die Anordnung innerhalb der Ausstellung erfolgte in der Tradition der Enzyklopädisten alphabetisch.
So entstand dann in Köln das Musée Sentimental de Cologne in Zusammenarbeit mit Spoerris Studenten als ein Stadtmuseum auf Zeit, alphabetisch geordnet von Adenauer bis Zoo. Zu sehen waren Heinrich Bölls Bleistiftstummel, der Slip der ersten Mieterin des Eros-Centers, Adenauers Rosenschere und vieles mehr. Eine Unzahl an Kunst, Reliquien und profanem Müll fanden Eingang. Entscheidend für die Auswahl der Objekte war, dass diese (Lokal-)Geschichte transportierten und mit entsprechenden Anekdoten behaftet waren, die in Ausstellung und Katalog nachvollziehbar wurden.
Fortsetzung fand das Musée in Berlin als Musée Sentimental de Prusse (1981) und im Musée Sentimental de Bâle (1989) zur Stadtgeschichte der Stadt Basel. Am 27. Januar 2011 wurde in der Kulturhalle Tübingen das Studienprojekt Meta Sentimental – Das Musée Sentimental revisited des Ludwig-Uhland-Instituts für Empirische Kulturwissenschaft präsentiert, das die Kölner Ausstellung 1979 dokumentiert.
Das Musée Sentimental hat wichtige Impulse für das Ausstellungswesen gesetzt, indem es die in der Museumsgeschichte zunächst in Weiterentwicklung der Wunderkammer zunehmend voneinander getrennten Sammlungs- und Präsentationskonzepte von Kunstmuseen und kulturgeschichtlichen bzw. historischen Museen wie Heimatmuseen neu zusammenführte und auf Gegenstände der Alltagskultur setzte. Es korrespondiert mit Ansätzen der Geschichtswissenschaft der 1970er Jahre, namentlich der Mikrogeschichte und der Neuen Kulturgeschichte, wie sie der italienische Historiker Carlo Ginzburg vertreten hat. Auch lässt sich auf das Konzept des Museums der Obsessionen des Schweizer Kurators Harald Szeemann verweisen, der bereits 1972 im Rahmen der documenta 5 die Ausstellung zeitgenössischer Kunst mit Objekt- und Bildwelten der Alltagskultur bereicherte.